# Aéroport de Knee Lake
L'aéroport de Knee Lake est un aéroport situé au Manitoba, au Canada.